# پوتز ۳۹
پوتز ۳۹ (به انگلیسی: Potez_39) یک هواگرد ملخ‌پیشین تک‌موتوره از نوع شناسایی ساخت شرکت Potez است. هواگرد پوتز ۳۹ نخستین پروازش را در ژانویه ۱۹۳۰ میلادی انجام داد. این هواگرد در سال ۱۹۳۴ میلادی رسماً معرفی گردید. در مجموع، تعداد ۱۱۲ فروند از این هواگرد ساخته شده‌است.